# Cybaeus taraensis
Cybaeus taraensis är en spindelart som beskrevs av Teruo Irie och Ono 200. Cybaeus taraensis ingår i släktet Cybaeus och familjen vattenspindlar. Inga underarter finns listade i Catalogue of Life.